# I liga argentyńska w piłce nożnej (1952)
Mistrzem Argentyny w roku 1952 został klub River Plate, a wicemistrzem Argentyny klub Racing Club de Avellaneda.
Do drugiej ligi spadł ostatni w tabeli klub Atlanta Buenos Aires. Na jego miejsce awansował z drugiej ligi klub Gimnasia y Esgrima La Plata.

## Primera División

### Kolejka 1
| Data            | Mecz |
| --------------- | --- |
| 6 kwietnia 1952 | Independiente – River Plate 3:3 Carlos Lacasia, Carlos Cecconato, Rodolfo Micheli - Santiago Vernazza, Eliseo Prado (2) |
| 6 kwietnia 1952 | CA Platense – Racing Club de Avellaneda 2:0 Vicente Sayago, Federico Geronis                                            |
| 6 kwietnia 1952 | Boca Juniors – Rosario Central 2:1 Herminio González, Carlos Etcheverry - Roberto Apiciafuocco                          |
| 6 kwietnia 1952 | Ferro Carril Oeste – San Lorenzo de Almagro 0:0                                                                         |
| 6 kwietnia 1952 | Chacarita Juniors – Club Atlético Lanús 2:3 Humberto De Luca, Francisco Campana - Héctor Catoira (2), Raúl Martínez     |
| 6 kwietnia 1952 | CA Huracán – Atlanta Buenos Aires 3:2 Manuel Ameal, Eduardo Ricagni, Alberto De Zorzi - Pablo Dupuy, Oscar Gaggino s    |
| 6 kwietnia 1952 | Newell’s Old Boys – Estudiantes La Plata 3:2 Alberto Fochi (2), José M. López - Ricardo Infante                         |
| 6 kwietnia 1952 | CA Banfield – Vélez Sarsfield 2:0 José M. Sánchez, Ernesto Álvarez mecz rozegrany został na stadionie klubu Lanús       |

### Kolejka 2
| Data             | Mecz |
| ---------------- | --- |
| 13 kwietnia 1952 | Estudiantes La Plata – River Plate 2:4 Ricardo Infante, Manuel Pelegrina (k) - Ángel Labruna (2), Santiago Vernazza, Eliseo Prado       |
| 13 kwietnia 1952 | Vélez Sarsfield – Newell’s Old Boys 2:2 Osvaldo Zubeldía, Joaquín Martínez - Marcelo Ortigüela, José M. López                           |
| 13 kwietnia 1952 | Racing Club de Avellaneda – Boca Juniors 1:0 Mario Boyé (k)                                                                             |
| 13 kwietnia 1952 | San Lorenzo de Almagro – CA Huracán 0:1 Antonio Martínez s                                                                              |
| 13 kwietnia 1952 | Atlanta Buenos Aires – CA Banfield 2:4 Alberto Pogliani, Pablo Dupuy - Ernesto Álvarez, Florencio Rodríguez (2), José M. Sánchez        |
| 13 kwietnia 1952 | Club Atlético Lanús – Ferro Carril Oeste 2:2 Héctor Catoira, Raúl Martínez - Ángel Omarini, Domingo Raele                               |
| 13 kwietnia 1952 | CA Platense – Independiente 4:4 Oscar Coll (2), Alfredo López, Federico Geronis - Carlos Lacasia, Rodolfo Micheli (2), Carlos Cecconato |
| 13 kwietnia 1952 | Rosario Central – Chacarita Juniors 2:1 Eduardo Di Loreto, Juan A. Vairo - Francisco Campana                                            |

### Kolejka 3
| Data             | Mecz |
| ---------------- | --- |
| 20 kwietnia 1952 | River Plate – Vélez Sarsfield 1:1 Santiago Vernazza - Osvaldo Zubeldía                                                                       |
| 20 kwietnia 1952 | Newell’s Old Boys – Atlanta Buenos Aires 1:1 Bernabé Carranza - Héctor Ingunza                                                               |
| 20 kwietnia 1952 | Boca Juniors – CA Platense 6:0 Natalio Pescia, Elio Montaño, Carlos Etcheverry (2), Juan J. Ferraro (2)                                      |
| 20 kwietnia 1952 | Ferro Carril Oeste – Rosario Central 1:2 Ángel Omarini - Federico Vairo (k), Roberto Apiciafuocco                                            |
| 20 kwietnia 1952 | Chacarita Juniors – Racing Club de Avellaneda 1:0 Enrique Esquide                                                                            |
| 20 kwietnia 1952 | Independiente – Estudiantes La Plata 2:5 Osvaldo Cruz, Ernesto Grillo - Héctor Antonio, José Barreiro, Ricardo Infante (2), Manuel Pelegrina |
| 20 kwietnia 1952 | CA Banfield – San Lorenzo de Almagro 1:0 Juan C. Huarte mecz rozegrany został na stadionie klubu Club Atlético Lanús                         |
| 20 kwietnia 1952 | CA Huracán – Club Atlético Lanús 2:1 Alberto De Zorzi (2) - Nicolás Daponte                                                                  |

### Kolejka 4
| Data             | Mecz |
| ---------------- | --- |
| 27 kwietnia 1952 | Atlanta Buenos Aires – River Plate 0:2 Héctor Ferrari, Walter Gómez                                              |
| 27 kwietnia 1952 | CA Platense – Chacarita Juniors 1:1 Raimundo Sandoval - Antonio Barta                                            |
| 27 kwietnia 1952 | Boca Juniors – Independiente 3:2 Carlos Etcheverry, Herminio González (2, 1k) - Rodolfo Micheli, Roberto Rolando |
| 27 kwietnia 1952 | Racing Club de Avellaneda – Ferro Carril Oeste 2:1 Manuel Blanco, Mario Boyé - Ángel Omarini                     |
| 27 kwietnia 1952 | Rosario Central – CA Huracán 1:1 Juan A. Vairo - Eduardo Ricagni                                                 |
| 27 kwietnia 1952 | Club Atlético Lanús – CA Banfield 2:1 Nicolás Daponte (k), Héctor Catoira - Aquiles Caviglia                     |
| 27 kwietnia 1952 | San Lorenzo de Almagro – Newell’s Old Boys 2:0 Oscar Basso (k), Juan A. Benavídez                                |
| 27 kwietnia 1952 | Vélez Sarsfield – Estudiantes La Plata 3:0 Pablo Mallegni, Oscar Huss (2, 2k)                                    |

### Kolejka 5
| Data        | Mecz |
| ----------- | --- |
| 4 maja 1952 | San Lorenzo de Almagro – River Plate 2:1 Juan A. Benavídez, Héctor Torres - Ángel Labruna                                                                |
| 4 maja 1952 | Independiente – Vélez Sarsfield 3:3 Rodolfo Micheli, Carlos Cecconato, Roberto Rolando - Norberto Conde, Pablo Mallegni (2)                              |
| 4 maja 1952 | Estudiantes La Plata – Atlanta Buenos Aires 5:3 José Barreiro (2), Manuel Pelegrina (2), Antonio Giosa - Raúl Barrionuevo (2), Héctor Ingunza            |
| 4 maja 1952 | Newell’s Old Boys – Club Atlético Lanús 2:2 José López, Raúl Contini - Emilio Fernández (2)                                                              |
| 4 maja 1952 | CA Huracán – Racing Club de Avellaneda 3:0 Eduardo Ricagni (3)                                                                                           |
| 4 maja 1952 | Chacarita Juniors – Boca Juniors 2:0 Antonio Barta, Julio Costa                                                                                          |
| 4 maja 1952 | Ferro Carril Oeste – CA Platense 1:2 Alberto Piovano - Oscar Coll, Federico Geronis                                                                      |
| 4 maja 1952 | CA Banfield – Rosario Central 2:2 Ernesto Álvarez (2) - Humberto Rosa, Roberto Apiciafuocco mecz rozegrany został na stadionie klubu Club Atlético Lanús |

### Kolejka 6
| Data         | Mecz |
| ------------ | --- |
| 11 maja 1952 | Club Atlético Lanús – River Plate 1:1 Nicolás Daponte (k) - Eliseo Prado                                                          |
| 11 maja 1952 | San Lorenzo de Almagro – Estudiantes La Plata 1:1 Juan A. Benavídez - Ricardo Infante                                             |
| 11 maja 1952 | Racing Club de Avellaneda – CA Banfield 3:0 Mario Boyé, Juan J. Pizzuti, Ezra Sued                                                |
| 11 maja 1952 | Chacarita Juniors – Independiente 2:1 Héctor Otero, Francisco Campana - Roberto Saba                                              |
| 11 maja 1952 | Boca Juniors – Ferro Carril Oeste 1:2 Herminio González (k) - Alberto Piovano, Ángel Omarini (k)                                  |
| 11 maja 1952 | Rosario Central – Newell’s Old Boys 0:0                                                                                           |
| 11 maja 1952 | CA Platense – CA Huracán 1:2 Vicente Sayago - Alberto De Zorzi, Héctor López                                                      |
| 11 maja 1952 | Atlanta Buenos Aires – Vélez Sarsfield 2:4 Francisco Rodríguez, Héctor Ingunza - Joaquín Martínez (2), Norberto Conde, Luis Manzi |

### Kolejka 7
| Data         | Mecz |
| ------------ | --- |
| 18 maja 1952 | River Plate – Rosario Central 3:2 Félix Loustau (2), Eliseo Prado - Roberto Apiciafuocco, Antonio Gauna                                       |
| 18 maja 1952 | Newell’s Old Boys – Racing Club de Avellaneda 0:2 Orlando Cipolla, Juan J. Pizzuti                                                            |
| 18 maja 1952 | Estudiantes La Plata – Club Atlético Lanús 3:3 Héctor Antonio, Manuel Pelegrina (k), Antonio Giosa - Emilio Fernández (2), Héctor Carrizo     |
| 18 maja 1952 | CA Huracán – Boca Juniors 0:2 Carlos Etcheverry, Herminio González                                                                            |
| 18 maja 1952 | CA Banfield – CA Platense 3:1 Eliseo Mouriño, Aquiles Caviglia (2) - Manuel Murúa                                                             |
| 18 maja 1952 | Ferro Carril Oeste – Chacarita Juniors 1:2 Ángel Omarini (k) - Francisco Campana, Antonio Barta                                               |
| 18 maja 1952 | Vélez Sarsfield – San Lorenzo de Almagro 4:1 Pablo Mallegni, Joaquín Martínez (2), Norberto Conde - José Giarrizo                             |
| 18 maja 1952 | Independiente – Atlanta Buenos Aires 5:2 Ernesto Grillo, Rodolfo Micheli (2), Carlos Lacasia, Osvaldo Cruz - Héctor Ingunza, Raúl Barrionuevo |

### Kolejka 8
| Data         | Mecz |
| ------------ | --- |
| 25 maja 1952 | Racing Club de Avellaneda – River Plate 1:2 Orlando Cipolla - Santiago Vernazza (2)                                                         |
| 25 maja 1952 | Boca Juniors – CA Banfield 0:0 |
| 25 maja 1952 | Chacarita Juniors – CA Huracán 2:1 Antonio Barta, José J. Coll - Juan M. Filgueiras (k)                                                     |
| 25 maja 1952 | Ferro Carril Oeste – Independiente 0:2 Ernesto Grillo, Roberto Rolando                                                                      |
| 25 maja 1952 | San Lorenzo de Almagro – Atlanta Buenos Aires 3:3 Oscar Basso (k), Juan A. Benavídez, Ruperto Camacho - Antonio Delogú (2), Ismael Ferreyra |
| 25 maja 1952 | Rosario Central – Estudiantes La Plata 1:1 Roberto Apiciafuocco - Miguel A. Baiocco                                                         |
| 25 maja 1952 | Club Atlético Lanús – Vélez Sarsfield 3:2 Raúl Martínez (2), Héctor Catoira - Joaquín Martínez, Pablo Mallegni                              |
| 25 maja 1952 | CA Platense – Newell’s Old Boys 1:3 Eduardo Bernardo - Bernabé Carranza, José M. López (2)                                                  |

### Kolejka 9
| Data            | Mecz |
| --------------- | --- |
| 1 czerwca 1952  | River Plate – CA Platense 3:2 Ángel Labruna (2), Santiago Vernazza - Eduardo Bernardo, Víctor Rodríguez                               |
| 1 czerwca 1952  | CA Huracán – Ferro Carril Oeste 3:2 Eduardo Ricagni (3) - Ángel Omarini (2, 1k)                                                       |
| 1 czerwca 1952  | Independiente – San Lorenzo de Almagro 3:2 Osvaldo Cruz (2), Ernesto Grillo - Juan A. Benavídez, José Giarrizo                        |
| 1 czerwca 1952  | CA Banfield – Chacarita Juniors 5:2 Osvaldo Ferretti (k), Ernesto Álvarez (3), Florencio Rodríguez - Francisco Campana, Antonio Barta |
| 1 czerwca 1952  | Vélez Sarsfield – Rosario Central 5:0 Joaquín Martínez, Pablo Mallegni, Osvaldo Zubeldía (2), Luis Manzi                              |
| 1 czerwca 1952  | Estudiantes La Plata – Racing Club de Avellaneda 1:1 Ricardo Infante - Juan J. Pizzuti                                                |
| 1 czerwca 1952  | Atlanta Buenos Aires – Club Atlético Lanús 1:1 Antonio Delogú - Héctor Catoira                                                        |
| 12 czerwca 1952 | Newell’s Old Boys – Boca Juniors 2:1 Bernabé Carranza, Vicente de la Mata - Carlos Etcheverry                                         |

### Kolejka 10
| Data           | Mecz |
| -------------- | --- |
| 8 czerwca 1952 | Boca Juniors – River Plate 2:1 Alfredo Pérez s, Herminio González - Benicio Acosta s                          |
| 8 czerwca 1952 | Racing Club de Avellaneda – Vélez Sarsfield 1:1 Llamil Simes - Osvaldo Zubeldía                               |
| 8 czerwca 1952 | Rosario Central – Atlanta Buenos Aires 4:0 Eduardo L’Epíscopo (2), Humberto Rosa, Juan Intini                 |
| 8 czerwca 1952 | CA Huracán – Independiente 2:2 Alberto De Zorzi, Juan M. Filgueiras (k) - Carlos Lacasia (k), Osvaldo Cruz    |
| 8 czerwca 1952 | Ferro Carril Oeste – CA Banfield 3:1 Ángel Omarini, Ángel Aguilar, Antonio García - Florencio Rodríguez       |
| 8 czerwca 1952 | Club Atlético Lanús – San Lorenzo de Almagro 0:1 Juan A. Benavídez                                            |
| 8 czerwca 1952 | Chacarita Juniors – Newell’s Old Boys 3:1 Antonio Barta, Ricardo Diéguez, Francisco Campana - Ernesto Álvarez |
| 8 czerwca 1952 | CA Platense – Estudiantes La Plata 3:0 Oscar Coll (3)                                                         |

### Kolejka 11
| Data            | Mecz |
| --------------- | --- |
| 15 czerwca 1952 | River Plate – Chacarita Juniors 2:0 Alberto Gallo, Ángel Labruna                                                   |
| 15 czerwca 1952 | Independiente – Club Atlético Lanús 2:3 Osvaldo Cruz, Roberto Rolando - Rodolfo García, Raúl Martínez, Osvaldo Gil |
| 15 czerwca 1952 | Estudiantes La Plata – Boca Juniors 2:0 Manuel Pelegrina, Ricardo Infante                                          |
| 15 czerwca 1952 | Atlanta Buenos Aires – Racing Club de Avellaneda 2:2 Francisco Rodríguez (2) - Juan J. Pizzuti, Manuel Blanco      |
| 15 czerwca 1952 | CA Banfield – CA Huracán 2:2 Héctor Iglesias (2) - Eduardo Ricagni (2)                                             |
| 15 czerwca 1952 | Vélez Sarsfield – CA Platense 2:2 Ángel Allegri, Joaquín Martínez - Vicente Sayago, Eduardo Bernardo               |
| 15 czerwca 1952 | San Lorenzo de Almagro – Rosario Central 3:0 Héctor Cuevas, Juan A. Benavídez, Ernesto Picot                       |
| 15 czerwca 1952 | Newell’s Old Boys – Ferro Carril Oeste 0:0                                                                         |

### Kolejka 12
| Data            | Mecz |
| --------------- | --- |
| 22 czerwca 1952 | Ferro Carril Oeste – River Plate 0:3 Eliseo Prado, Félix Loustau, Alberto Gallo                               |
| 22 czerwca 1952 | Boca Juniors – Vélez Sarsfield 1:1 Carlos Etcheverry - Osvaldo Zubeldía                                       |
| 22 czerwca 1952 | CA Banfield – Independiente 0:0                                                                               |
| 22 czerwca 1952 | CA Huracán – Newell’s Old Boys 3:1 Eduardo Ricagni, Héctor López, Juan M. Filgueiras (k) - Orlando Peloso (k) |
| 22 czerwca 1952 | Rosario Central – Club Atlético Lanús 2:1 Eduardo L’Epíscopo, Antonio Gauna - Rodolfo Durán                   |
| 22 czerwca 1952 | Racing Club de Avellaneda – San Lorenzo de Almagro 1:0 Juan J. Pizzuti                                        |
| 22 czerwca 1952 | Chacarita Juniors – Estudiantes La Plata 1:0 Francisco Campana                                                |
| 22 czerwca 1952 | CA Platense – Atlanta Buenos Aires 4:0 Oscar Coll (2), Eduardo Bernardo (2)                                   |

### Kolejka 13
| Data            | Mecz |
| --------------- | --- |
| 29 czerwca 1952 | River Plate – CA Huracán 3:2 Ángel Labruna, Santiago Vernazza, Walter Gómez - Valeriano López (2)                           |
| 29 czerwca 1952 | San Lorenzo de Almagro – CA Platense 1:1 Adolfo Seoane - Oscar Coll                                                         |
| 29 czerwca 1952 | Estudiantes La Plata – Ferro Carril Oeste 3:0 Manuel Pelegrina (2, 1k), José Barreiro                                       |
| 29 czerwca 1952 | Club Atlético Lanús – Racing Club de Avellaneda 1:1 Rodolfo García - Juan J. Pizzuti                                        |
| 29 czerwca 1952 | Newell’s Old Boys – CA Banfield 3:2 Orlando Peloso (k), Bernabé Carranza, José M. López - Aquiles Caviglia, Ernesto Álvarez |
| 29 czerwca 1952 | Independiente – Rosario Central 3:0 Osvaldo Cruz, Roberto Rolando (k), Ernesto Grillo                                       |
| 29 czerwca 1952 | Atlanta Buenos Aires – Boca Juniors 0:0                                                                                     |
| 29 czerwca 1952 | Vélez Sarsfield – Chacarita Juniors 1:1 Pablo Mallegni - Enrique Esquide                                                    |

### Kolejka 14
| Data         | Mecz |
| ------------ | --- |
| 6 lipca 1952 | Chacarita Juniors – Atlanta Buenos Aires 5:1 Héctor Otero (2), Enrique Esquide (2, 1k), Antonio Barta - Pablo Dupuy |
| 6 lipca 1952 | CA Huracán – Estudiantes La Plata 0:0                                                                               |
| 6 lipca 1952 | CA Banfield – River Plate 2:1 Ernesto Álvarez, José M. Sánchez - Ángel Labruna                                      |
| 6 lipca 1952 | Boca Juniors – San Lorenzo de Almagro 1:2 Elio Montaño - Ernesto Picot, Oscar Basso (k)                             |
| 6 lipca 1952 | Ferro Carril Oeste – Vélez Sarsfield 1:4 Alberto Piovano - Norberto Conde, Oscar Huss, Pablo Mallegni, Raúl Nápoli  |
| 6 lipca 1952 | Newell’s Old Boys – Independiente 2:2 Raúl O. Belén, Marcelo Ortigüela - Carlos Cecconato, Roberto Saba             |
| 6 lipca 1952 | CA Platense – Club Atlético Lanús 1:2 Vicente Sayago - Osvaldo Gil, Manuel García                                   |
| 6 lipca 1952 | Racing Club de Avellaneda – Rosario Central 1:1 Gutiérrez (k) - Portaluppi                                          |

### Kolejka 15
| Data             | Mecz |
| ---------------- | --- |
| 17 sierpnia 1952 | River Plate – Newell’s Old Boys 2:2 Santiago Vernazza (2, 2k) - Bernabé Carranza, Marcelo Ortigüela                |
| 17 sierpnia 1952 | Independiente – Racing Club de Avellaneda 1:1 Ernesto Grillo - Norberto Cupo                                       |
| 17 sierpnia 1952 | Vélez Sarsfield – CA Huracán 1:1 Oscar Huss (k) - Manuel Ameal                                                     |
| 17 sierpnia 1952 | Estudiantes La Plata – CA Banfield 1:0 Manuel Pelegrina                                                            |
| 17 sierpnia 1952 | San Lorenzo de Almagro – Chacarita Juniors 3:1 Eduardo Reggi, Juan A. Benavídez, Carmelo Longo - Francisco Campana |
| 17 sierpnia 1952 | Rosario Central – CA Platense 4:2 Antonio Gauna (2), Federico Vairo, Juan Portaluppi - Oscar Coll (2)              |
| 17 sierpnia 1952 | Club Atlético Lanús – Boca Juniors 1:3 Raúl García - José Borello, Elio Montaño, Felipe Messones                   |
| 17 sierpnia 1952 | Atlanta Buenos Aires – Ferro Carril Oeste 2:3 Antonio Delogú (2) - Alfredo Runzer, Armando Pérez, Antonio García   |

### Kolejka 16
| Data             | Mecz                                                                                 |
| ---------------- | ------------------------------------------------------------------------------------ |
| 24 sierpnia 1952 | Rosario Central – Boca Juniors 0:4 Juan J. Ferraro, José Borello, Elio Montaño (2)   |
| 7 września 1952  | River Plate – Independiente 2:1 Santiago Vernazza (k), Eliseo Prado - Ernesto Grillo |
| 7 września 1952  | Racing Club de Avellaneda – CA Platense 2:0 Llamil Simes, Mario Boyé                 |
| 7 września 1952  | Atlanta Buenos Aires – CA Huracán 0:2 Enrique Cerioni, Valeriano López               |
| 7 września 1952  | San Lorenzo de Almagro – Ferro Carril Oeste 2:1 Carmelo Longo (2) - Alberto Piovano  |
| 7 września 1952  | Club Atlético Lanús – Chacarita Juniors 1:0 Nicolás Daponte (k)                      |
| 7 września 1952  | Vélez Sarsfield – CA Banfield 2:1 Joaquín Martínez (2) - Pedro Gómez                 |
| 7 września 1952  | Estudiantes La Plata – Newell’s Old Boys 1:1 Manuel Pelegrina - Ernesto Álvarez      |

### Kolejka 17
| Data             | Mecz |
| ---------------- | --- |
| 14 września 1952 | River Plate – Estudiantes La Plata 2:1 Eliseo Prado, Alberto Evaristo - Antonio Giosa                             |
| 14 września 1952 | Chacarita Juniors – Rosario Central 4:1 Antonio Barta (2), José J. Coll, Enrique Esquide - Juan A. Vairo          |
| 14 września 1952 | Ferro Carril Oeste – Club Atlético Lanús 3:3 Alfredo Runzer (2), Armando Pérez - Osvaldo Gil (2), Raúl Martínez   |
| 14 września 1952 | Independiente – CA Platense 2:1 Ernesto Grillo, Osvaldo Cruz - Vicente Sayago                                     |
| 14 września 1952 | CA Banfield – Atlanta Buenos Aires 4:3 Adalberto Rodríguez (3), Ernesto Álvarez - Pablo Dupuy (2), L. Ruiz        |
| 14 września 1952 | CA Huracán – San Lorenzo de Almagro 2:3 Eduardo Ricagni, Valeriano López - Juan A. Benavídez (2), Héctor Cortiñas |
| 14 września 1952 | Boca Juniors – Racing Club de Avellaneda 3:3 Elio Montaño (2), José Borello - Llamil Simes (2), Norberto Cupo     |
| 14 września 1952 | Newell’s Old Boys – Vélez Sarsfield 0:0                                                                           |

### Kolejka 18
| Data             | Mecz |
| ---------------- | --- |
| 21 września 1952 | Vélez Sarsfield – River Plate 2:3 Pablo Mallegni (2) - Félix Loustau, Santiago Vernazza (2, 1k)                                                           |
| 21 września 1952 | Racing Club de Avellaneda – Chacarita Juniors 0:0 |
| 21 września 1952 | CA Platense – Boca Juniors 2:2 Alfredo López, Horacio Torello - Juan J. Ferraro, Francisco Lombardo                                                       |
| 21 września 1952 | Estudiantes La Plata – Independiente 6:1 Manuel Pelegrina (k), José Barreiro (2), Héctor Antonio, José M. Pellejero, Ricardo Infante - Carlos Lacasia (k) |
| 21 września 1952 | Club Atlético Lanús – CA Huracán 4:2 Héctor Catoira (2), Medardo Sosa, Raúl Martínez - Eduardo Ricagni, Nicolás Vivas s                                   |
| 21 września 1952 | Rosario Central – Ferro Carril Oeste 0:2 Alfredo Runzer, Armando Pérez                                                                                    |
| 21 września 1952 | San Lorenzo de Almagro – CA Banfield 0:2 Adlaberto Rodríguez, José M. Sánchez                                                                             |
| 21 września 1952 | Atlanta Buenos Aires – Newell’s Old Boys 0:2 Carlos Spinelli s, José M. López                                                                             |

### Kolejka 19
| Data             | Mecz |
| ---------------- | --- |
| 28 września 1952 | River Plate – Atlanta Buenos Aires 3:2 Eliseo Prado, Félix Loustau, Alberto Evaristo - Pablo Dupuy, Antonio Delogú                             |
| 28 września 1952 | CA Huracán – Rosario Central 3:1 Juan M. Filgueiras (2, 2k), Ricardo Quiñones - Juan Portaluppi                                                |
| 28 września 1952 | Independiente – Boca Juniors 3:1 Ricardo Bonelli, Rodolfo Micheli, Ernesto Grillo - José Borello                                               |
| 28 września 1952 | Ferro Carril Oeste – Racing Club de Avellaneda 2:4 Alfredo Runzer (2) - Norberto Méndez, Mario Boyé (3)                                        |
| 28 września 1952 | CA Banfield – Club Atlético Lanús 2:1 Ernesto Álvarez, Raúl Tolosa - Osvaldo Gil                                                               |
| 28 września 1952 | Estudiantes La Plata – Vélez Sarsfield 1:1 Manuel Pelegrina (k) - Luis Manzi                                                                   |
| 28 września 1952 | Chacarita Juniors – CA Platense 3:4 Héctor Otero, Isidoro García, Emilio Bozalla s - Víctor Rodríguez, Manuel Murúa, Oscar Coll, Alfredo López |
| 28 września 1952 | Newell’s Old Boys – San Lorenzo de Almagro 3:0 José M. López (2), Marcelo Ortigüela                                                            |

### Kolejka 20
| Data                | Mecz |
| ------------------- | --- |
| 5 października 1952 | River Plate – San Lorenzo de Almagro 1:2 Walter Gómez - Juan A. Benavídez, José Giarrizo                                |
| 5 października 1952 | Club Atlético Lanús – Newell’s Old Boys 3:2 Héctor Catoira, Osvaldo Gil, Medardo Sosa - Marcelo Ortigüela, Ubaldo Faina |
| 5 października 1952 | Racing Club de Avellaneda – CA Huracán 4:1 Llamil Simes, Norberto Méndez, Mario Boyé, Manuel Blanco - Eduardo Ricagni   |
| 5 października 1952 | Boca Juniors – Chacarita Juniors 3:0 José Borello (2, 1k), Elio Montaño                                                 |
| 5 października 1952 | Rosario Central – CA Banfield 2:1 Antonio Gauna, Juan Portaluppi - José M. Sánchez                                      |
| 5 października 1952 | CA Platense – Ferro Carril Oeste 6:0 Vicente Sayago, Oscar Coll, Alfredo López (3), Manuel Murúa                        |
| 8 października 1952 | Vélez Sarsfield – Independiente 1:2 Domingo Scrugli - Ernesto Grillo (2)                                                |
| 8 października 1952 | Atlanta Buenos Aires – Estudiantes La Plata 1:5 Raúl Barrionuevo - Antonio Ruggeri (2), Ricardo Infante (3)             |

### Kolejka 21
| Data                 | Mecz |
| -------------------- | --- |
| 12 października 1952 | River Plate – Club Atlético Lanús 2:1 Santiago Vernazza, Ángel Labruna - Medardo Sosa                                                      |
| 12 października 1952 | Independiente – Chacarita Juniors 2:0 Ernesto Grillo, Rodolfo Micheli                                                                      |
| 12 października 1952 | CA Banfield – Racing Club de Avellaneda 1:1 Adalberto Rodríguez - Manuel Blanco                                                            |
| 12 października 1952 | Vélez Sarsfield – Atlanta Buenos Aires 5:1 Norberto Conde (3), Oscar Huss (k), Pablo Mallegni - Roberto De Vicenzo                         |
| 12 października 1952 | Newell’s Old Boys – Rosario Central 0:2 Antonio Gauna, Juan Portaluppi                                                                     |
| 12 października 1952 | Ferro Carril Oeste – Boca Juniors 0:0 |
| 12 października 1952 | Estudiantes La Plata – San Lorenzo de Almagro 3:3 Manuel Pelegrina, Ricardo Infante, Héctor Antonio - José Giarrizo, Juan A. Benavídez (2) |
| 12 października 1952 | CA Huracán – CA Platense 5:2 Eduardo Ricagni (3), Valeriano López, Ricardo Quiñones - Juan C. Menéndez, Alfredo López                      |

### Kolejka 22
| Data                 | Mecz |
| -------------------- | --- |
| 19 października 1952 | Racing Club de Avellaneda – Newell’s Old Boys 4:1 Manuel Blanco (2), Llamil Simes (2) - José M. López                                                                          |
| 19 października 1952 | Chacarita Juniors – Ferro Carril Oeste 0:1 Ángel Omarini |
| 19 października 1952 | Rosario Central – River Plate 5:3 Juan Portaluppi (2), Juan A. Vairo, Federico Vairo (k), Roberto Apiciafuocco - Walter Gómez (2), Ángel Labruna                               |
| 19 października 1952 | Boca Juniors – CA Huracán 0:0 |
| 19 października 1952 | Atlanta Buenos Aires – Independiente 6:4 Osvaldo Cabezas, Néstor Guzmán (k), Pablo Dupuy (3), Raúl Barrionuevo - Rodolfo Micheli, Ernesto Grillo, Carlos Lacasia, Osvaldo Cruz |
| 19 października 1952 | San Lorenzo de Almagro – Vélez Sarsfield 1:2 Oscar Basso (k) - Juan C. Mendiburu (2)                                                                                           |
| 19 października 1952 | Club Atlético Lanús – Estudiantes La Plata 3:1 Osvaldo Gil (2), Héctor Catoira - Héctor Antonio                                                                                |
| 19 października 1952 | CA Platense – CA Banfield 3:1 Domingo Capparelli s, Manuel Murúa, Horacio Torello - Ernesto Álvarez                                                                            |

### Kolejka 23
| Data                 | Mecz |
| -------------------- | --- |
| 26 października 1952 | River Plate – Racing Club de Avellaneda 2:2 Walter Gómez (2) - Manuel Blanco (2)                                                   |
| 26 października 1952 | Atlanta Buenos Aires – San Lorenzo de Almagro 2:3 Pablo Dupuy, Héctor Ingunza - Juan A. Benavídez, Mario Papa (2)                  |
| 26 października 1952 | CA Banfield – Boca Juniors 3:1 Ernesto Álvarez, Adalberto Rodríguez (2) - Elio Montaño                                             |
| 26 października 1952 | Independiente – Ferro Carril Oeste 7:1 Carlos Lacasia (3, 1k), Osvaldo Cruz, Ernesto Grillo, Ricardo Bonelli (2) - José A. Carbone |
| 26 października 1952 | Estudiantes La Plata – Rosario Central 3:1 Ricardo Infante, Héctor Antonio, Manuel Pelegrina - Juan Portaluppi                     |
| 26 października 1952 | Newell’s Old Boys – CA Platense 1:1 Bernabé Carranza - Vicente Sayago                                                              |
| 26 października 1952 | CA Huracán – Chacarita Juniors 3:0 Eduardo Ricagni (2, 1k), Valeriano López                                                        |
| 26 października 1952 | Vélez Sarsfield – Club Atlético Lanús 0:2 Héctor Catoira (2)                                                                       |

### Kolejka 24
| Data             | Mecz |
| ---------------- | --- |
| 2 listopada 1952 | CA Platense – River Plate 4:1 Alfredo López (2), Vicente Sayago, Juan C. Menéndez - Santiago Vernazza                          |
| 2 listopada 1952 | Racing Club de Avellaneda – Estudiantes La Plata 2:1 Norberto Méndez, Llamil Simes - José Barreiro                             |
| 2 listopada 1952 | Club Atlético Lanús – Atlanta Buenos Aires 2:3 Raúl Martínez (2) - Pablo Dupuy, Raúl Barrionuevo (2)                           |
| 2 listopada 1952 | Boca Juniors – Newell’s Old Boys 4:0 Juan J. Ferraro (k), Elio Montaño (3)                                                     |
| 2 listopada 1952 | San Lorenzo de Almagro – Independiente 2:3 Juan A. Benavídez, Ernesto Picot - Ricardo Bonelli, Rodolfo Micheli, Carlos Lacasia |
| 2 listopada 1952 | Chacarita Juniors – CA Banfield 1:0 Antonio Barta                                                                              |
| 2 listopada 1952 | Ferro Carril Oeste – CA Huracán 1:1 Alberto Piovano - Eduardo Ricagni (k)                                                      |
| 2 listopada 1952 | Rosario Central – Vélez Sarsfield 0:1 Osvaldo Zubeldía                                                                         |

### Kolejka 25
| Data             | Mecz |
| ---------------- | --- |
| 8 listopada 1952 | Atlanta Buenos Aires – Rosario Central 3:4 Raúl Barrionuevo, Osvaldo Cabezas (2) - Humberto Rosa, Isidoro Tissera, Alfredo Fogel, Juan A. Vairo |
| 8 listopada 1952 | Independiente – CA Huracán 1:0 Carlos Lacasia                                                                                                   |
| 8 listopada 1952 | River Plate – Boca Juniors 3:1 Félix Loustau, Walter Gómez (2) - José Borello                                                                   |
| 8 listopada 1952 | CA Banfield – Ferro Carril Oeste 3:2 José M. Sánchez (2, 1k), Florencio Rodríguez - Alberto Piovano, Alberto Bufatelli                          |
| 8 listopada 1952 | Estudiantes La Plata – CA Platense 2:3 José Reynoso, José M. Silvero (k) - Oscar Coll (3)                                                       |
| 8 listopada 1952 | Vélez Sarsfield – Racing Club de Avellaneda 0:1 Mario Boyé                                                                                      |
| 8 listopada 1952 | Newell’s Old Boys – Chacarita Juniors 0:0 |
| 8 listopada 1952 | San Lorenzo de Almagro – Club Atlético Lanús 2:1 Mario Papa (2) - Emilio Fernández                                                              |

### Kolejka 26
| Data              | Mecz |
| ----------------- | --- |
| 11 listopada 1952 | Chacarita Juniors – River Plate 0:1 Walter Gómez |
| 11 listopada 1952 | Rosario Central – San Lorenzo de Almagro 1:0 Humberto Rosa                                                                                                |
| 11 listopada 1952 | Club Atlético Lanús – Independiente 0:2 Rodolfo Micheli, Ricardo Bonelli                                                                                  |
| 11 listopada 1952 | CA Platense – Vélez Sarsfield 1:1 Oscar Coll - Osvaldo Zubeldía                                                                                           |
| 11 listopada 1952 | Racing Club de Avellaneda – Atlanta Buenos Aires 6:3 Rodolfo Betinotti s, Manuel Blanco (3), Mario Boyé, Ezra Sued - Antonio Delogú (2), Raúl Barrionuevo |
| 11 listopada 1952 | Boca Juniors – Estudiantes La Plata 2:0 Elio Montaño, Juan J. Ferraro                                                                                     |
| 11 listopada 1952 | Ferro Carril Oeste – Newell’s Old Boys 3:0 Armando Pérez, Oscar Cabrera s, Alberto Piovano                                                                |
| 11 listopada 1952 | CA Huracán – CA Banfield 3:1 Eduardo Ricagni (3, 1k) - José M. Sánchez                                                                                    |

### Kolejka 27
| Data              | Mecz |
| ----------------- | --- |
| 16 listopada 1952 | San Lorenzo de Almagro – Racing Club de Avellaneda 0:0                                                                                         |
| 16 listopada 1952 | Independiente – CA Banfield 1:1 Carlos Lacasia - Adalberto Rodríguez                                                                           |
| 16 listopada 1952 | Newell’s Old Boys – CA Huracán 1:4 José M. López - Eduardo Ricagni (3), Oscar Cabrera s                                                        |
| 16 listopada 1952 | Vélez Sarsfield – Boca Juniors 2:3 Norberto Conde, Osvaldo Zubeldía - Ángel Allegri s, Herminio González, José Borello                         |
| 16 listopada 1952 | River Plate – Ferro Carril Oeste 1:3 Eliseo Prado - Armando Pérez, Alfredo Runzer, Augusto Fumero s                                            |
| 16 listopada 1952 | Club Atlético Lanús – Rosario Central 3:1 Héctor Catoira (2), Manuel García - Roberto Apiciafuocco                                             |
| 16 listopada 1952 | Atlanta Buenos Aires – CA Platense 2:5 Antonio Delogú, Pablo Dupuy - Horacio Torello (2), Manuel Murúa, Oscar Coll, Alfredo López              |
| 16 listopada 1952 | Estudiantes La Plata – Chacarita Juniors 4:2 Juan C. Caram, Felipe Zelada, Roberto Duscovich, Ezequiel Reynoso - Enrique Esquide, Héctor Otero |

### Kolejka 28
| Data              | Mecz |
| ----------------- | --- |
| 22 listopada 1952 | CA Platense – San Lorenzo de Almagro 2:3 Juan C. Menéndez (k), Alfredo López - Mario Papa, Ruperto Camacho, Juan A. Benavídez     |
| 22 listopada 1952 | CA Huracán – River Plate 1:7 Eduardo Ricagni - Santiago Vernazza (3, 1k), Ángel Labruna, Eliseo Prado, Walter Gómez (2)           |
| 22 listopada 1952 | Rosario Central – Independiente 3:3 Juan Portaluppi, Humberto Rosa, Roberto Apiciafuocco - Ernesto Grillo, Carlos Lacasia (2, 1k) |
| 22 listopada 1952 | Boca Juniors – Atlanta Buenos Aires 2:2 Juan J. Ferraro (2, 1k) - Pablo Dupuy (2)                                                 |
| 22 listopada 1952 | Racing Club de Avellaneda – Club Atlético Lanús 1:1 Mario Boyé - Héctor Catoira                                                   |
| 22 listopada 1952 | Chacarita Juniors – Vélez Sarsfield 2:2 Héctor Otero, Francisco Campana - Norberto Conde, Juan C. Mendiburu                       |
| 22 listopada 1952 | CA Banfield – Newell’s Old Boys 3:0 Adalberto Rodríguez (3)                                                                       |
| 22 listopada 1952 | Ferro Carril Oeste – Estudiantes La Plata 1:0 Juan A. Baum                                                                        |

### Kolejka 29
| Data              | Mecz |
| ----------------- | --- |
| 26 listopada 1952 | River Plate – CA Banfield 1:1 Eliseo Prado - Miguel A. Converti                                                                                          |
| 26 listopada 1952 | San Lorenzo de Almagro – Boca Juniors 2:1 Oscar Basso (k), Doroteo Cívico - Juan J. Ferraro                                                              |
| 26 listopada 1952 | Atlanta Buenos Aires – Chacarita Juniors 3:5 Rodolfo Betinotti, Antonio Delogú, Raúl Barrionuevo - Francisco Campana (3), Enrique Esquide, Antonio Barta |
| 26 listopada 1952 | Independiente – Newell’s Old Boys 5:1 Ricardo Bonelli, Carlos Lacasia (2), Rodolfo Micheli, Osvaldo Cruz - Pablo Puggione                                |
| 26 listopada 1952 | Vélez Sarsfield – Ferro Carril Oeste 1:0 Ángel Allegri (k)                                                                                               |
| 26 listopada 1952 | Rosario Central – Racing Club de Avellaneda 2:2 Juan A. Vairo, José M. Minni - Manuel Blanco, Llamil Simes                                               |
| 26 listopada 1952 | Club Atlético Lanús – CA Platense 1:2 Nicolás Daponte - Oscar Coll, Manuel Murúa                                                                         |
| 26 listopada 1952 | Estudiantes La Plata – CA Huracán 4:1 Juan C. Caram, Roberto Duscovich, Juan E. Urriolabeitía, ? - Héctor López                                          |

### Kolejka 30
| Data              | Mecz |
| ----------------- | --- |
| 29 listopada 1952 | Newell’s Old Boys – River Plate 0:1 (0:0) Widzowie: 11 100 Sędzia: Harry Dyckes. Bramki: 0:1 Eliseo Prado 60 Club Atlético Newell's Old Boys: Julio Elías Musimessi – Marcelino Ernesto Danelutti, Ricardo Raúl Coronel, José Echeverría, Ubaldo Faina, Roberto Puisegur; Bernabé Carranza, Alberto Fochi, José López, Ernesto Álvarez, Marcelo Ortigüela. Club Atlético River Plate: Augusto Marcelino Fumero – Alfredo Ricardo Pérez, Lidoro Soria, Roberto Tesouro, Julio Luis Venini, Héctor Ferrari, Santiago Vernazza, Eliseo Prado, Walter Gómez, Ángel Amadeo Labruna, Félix Loustau. mecz przerwany w 60 minucie – wynik zachowano |
| 29 listopada 1952 | CA Banfield – Estudiantes La Plata 5:1 Ernesto Álvarez, Adalberto Rodríguez (2), Héctor D’Angelo, Miguel A. Converti - Juan E. Urriolabeitía |
| 29 listopada 1952 | CA Huracán – Vélez Sarsfield 5:0 Héctor López, Rodolfo Berdiales, Eduardo Ricagni, Valeriano López (2) |
| 29 listopada 1952 | Chacarita Juniors – San Lorenzo de Almagro 5:1 Antonio Barta (2), Enrique Esquide, Héctor Otero, José J. Coll - Juan A. Benavídez |
| 29 listopada 1952 | Ferro Carril Oeste – Atlanta Buenos Aires 1:0 Natalio Salas |
| 29 listopada 1952 | Racing Club de Avellaneda – Independiente 1:0 Llamil Simes |
| 29 listopada 1952 | Boca Juniors – Club Atlético Lanús 1:2 Victorio Panasci - Héctor Carrizo, Nicolás Daponte |
| 29 listopada 1952 | CA Platense – Rosario Central 4:3 Alfredo López, Horacio Torello, Oscar Coll, Vicente Sayago - Humberto Rosa (3) |

### Końcowa tabela sezonu 1952
| Poz | Klub                      | Mecze | Zw | Rem | Por | Pkt | BrZd | BrStr |
| --- | ------------------------- | ----- | -- | --- | --- | --- | ---- | ----- |
| 1   | River Plate               | 30    | 17 | 6   | 7   | 40  | 65   | 48    |
| 2   | Racing Club de Avellaneda | 30    | 13 | 13  | 4   | 39  | 50   | 33    |
| 3   | Independiente             | 30    | 13 | 9   | 8   | 35  | 72   | 58    |
| 4   | CA Huracán                | 30    | 14 | 7   | 9   | 35  | 59   | 49    |
| 5   | CA Banfield               | 30    | 13 | 7   | 10  | 33  | 54   | 44    |
| 6   | CA Vélez Sarsfield        | 30    | 10 | 12  | 8   | 32  | 54   | 44    |
| 7   | Club Atlético Lanús       | 30    | 12 | 8   | 10  | 32  | 54   | 50    |
| 8   | San Lorenzo de Almagro    | 30    | 13 | 6   | 11  | 32  | 45   | 47    |
| 9   | CA Platense               | 30    | 12 | 7   | 11  | 31  | 67   | 61    |
| 10  | Boca Juniors              | 30    | 11 | 8   | 11  | 30  | 50   | 39    |
| 11  | Chacarita Juniors         | 30    | 12 | 5   | 13  | 29  | 48   | 48    |
| 12  | Estudiantes La Plata      | 30    | 10 | 8   | 12  | 28  | 58   | 54    |
| 13  | Rosario Central           | 30    | 10 | 7   | 13  | 27  | 48   | 62    |
| 14  | Ferro Carril Oeste        | 30    | 9  | 6   | 15  | 24  | 38   | 57    |
| 15  | Newell’s Old Boys         | 30    | 6  | 11  | 13  | 23  | 34   | 55    |
| 16  | Atlanta Buenos Aires      | 30    | 2  | 6   | 22  | 10  | 52   | 99    |

### Klasyfikacja strzelców bramek 1952
| Gole | Piłkarz           | Klub                   |
| ---- | ----------------- | ---------------------- |
| 28   | Eduardo Ricagni   | CA Huracán             |
| 20   | Oscar Coll        | CA Platense            |
| 17   | Juan Benavidez    | San Lorenzo de Almagro |
| 17   | Santiago Vernazza | River Plate            |
| 16   | Carlos Lacasia    | Independiente          |